# Telekom Austria
Telekom Austria AG – austriackie przedsiębiorstwo telekomunikacyjne z siedzibą w Wiedniu. Powstało w 1998 roku.
Przedsiębiorstwo jest notowane na Wiedeńskiej Giełdzie Papierów Wartościowych.
Działa jako A1 Telekom Austria Group w siedmiu krajach: Austrii, Bułgarii, Chorwacji, Białorusi, Słowenii, Macedonii Północnej i Serbii.